# Artabotrys pandanicarpus
Artabotrys pandanicarpus este o specie de plante angiosperme din genul Artabotrys, familia Annonaceae, descrisă de Ian Mark Turner. Conform Catalogue of Life specia Artabotrys pandanicarpus nu are subspecii cunoscute.